# Suzannecourt
Suzannecourt település Franciaországban, Haute-Marne megyében. Lakosainak száma 361 fő (2022. január 1.). Suzannecourt Joinville, Montreuil-sur-Thonnance, Poissons, Saint-Urbain-Maconcourt és Thonnance-lès-Joinville községekkel határos.

## Népesség
A település népessége az elmúlt években az alábbi módon változott:
| Lakosok száma | 311  | 310  | 293  | 366  | 358  | 374  | 370  | 360  | 361  | 361  |
|               | 1968 | 1982 | 1990 | 2006 | 2013 | 2015 | 2017 | 2019 | 2020 | 2022 |